# أندريه روبرتو سواريس دا سيلفا
أندريه روبرتو سواريس دا سيلفا هو لاعب كرة قدم برازيلي في مركز الهجوم، ولد في 25 أكتوبر 1981 في سانتا كاتارينا في البرازيل. لعب مع بوجاسبور وغازي عنتاب سبور وفيرو كاريل أويستي ومرسين إيدمانيوردو ونادي خزر لنكران ونادي كريسيوما ونادي كورومبا ونادي ليتكس لوفتش ونادي نوفو هامبورغو.

## وصلات خارجية
- أندريه روبرتو سواريس دا سيلفا على موقع اتحاد تركيا (لاعب) (الإنجليزية)
- أندريه روبرتو سواريس دا سيلفا على موقع قاعدة بيانات كرة القدم.إي يو (الإنجليزية)
- أندريه روبرتو سواريس دا سيلفا على موقع Soccerway.com (الإنجليزية)
- أندريه روبرتو سواريس دا سيلفا على موقع عالم كرة القدم.نت (الإنجليزية)